# Gunman
A Gunman (eredeti cím: The Gunman) 2015-ben bemutatott amerikai–brit–francia–spanyol akció-thriller, amelyet Pierre Morel rendezett.
A forgatókönyvet Don Macpherson, Pete Travis és Sean Penn írta. A producerei Adrián Guerra, Sean Penn, Peter McAleese, Andrew Rona és Joel Silver. A főszerepekben Sean Penn, Idris Elba, Ray Winstone, Mark Rylance és Jasmine Trinca láthatók. A film zeneszerzője Marco Beltrami. A film gyártója a StudioCanal, az Anton Capital Entertainment, a Canal+, a Nostromo Pictures, a Silver Pictures és a TF1 Films Production, forgalmazója az Open Road Films.
Amerikában 2015. március 20-án, Egyesült Királyságban 2015. február 16-án, Franciaországban 2015. június 24-én, Magyarországon 2015. március 26-án mutatták be a mozikban.

## Szereplők
| Szereplő | Színész        | Magyar hang         |
| --- | -------------- | ------------------- |
| Jim Terrier | Sean Penn      | Görög László        |
| Felix | Javier Bardem  | Fekete Ernő         |
| Barnes | Idris Elba     | Barabás Kiss Zoltán |
| Cox | Mark Rylance   | Csankó Zoltán       |
| Annie | Jasmine Trinca | Pálmai Anna         |
| Stanley | Ray Winstone   | Faragó András       |
| Reiniger | Peter Franzén  | Varga Gábor         |
| Eugene | Ade Oyefeso    | Jakab Márk          |
| Ruth | Sarah Moyle    | Kocsis Mariann      |
| Camille | Rachel Lascar  | Ősi Ildikó          |
| További magyar hangok |                |                     |
| Bárány Virág, Benkő Zsuzsa, Beszterczey Attila, Csuha Lajos, Czifra Krisztina, Fehérváry Márton, Gyurin Zsolt, Kajtár Róbert, Király Adrián, Mohácsi Nóra, Molnár Áron, Németh Attila István, Pál Tamás, Sörös Miklós, Szórádi Erika, Szűcs Péter Pál, Tarján Péter, Téglás Judit, Welker Gábor, Zöld Csaba |                |                     |